# 陳廷楓
陳廷楓（越南语：／，1843年—1909年），號馬山（越南语：／），越南阮朝官員。

## 生平
嗣德二十九年（1876年），在乂安場考中舉人。
嗣德三十二年（1879年），考中庭试第三甲同进士出身。
1905年，陳廷楓改任國子監祭酒。維新二年（1908年），因其子捲入陳季恰案，陳廷楓辭去國子監祭酒一職，調任國史館編修。
1909年，陳廷楓逝世。

## 家庭
陳廷楓有兩任妻子：第一任妻子潘氏標生2女，三十多歲時病逝。第二任妻子胡氏蘊生9子3女。
- 八子陳廷南，醫生，陳仲金內閣內務部長，越南共和國國家高級委員會成員

## 引用
1. ↑  LÊ THÍ. . BÁO QUẢNG NAM ONLINE. 2019-11-30  [2023-10-18]. （原始内容存档于2022-08-14） （越南语）.
2. ↑  NGUYỄN TÂM CẨN. . Nguyệt san Sự kiện và Nhân chứng. 2018-11-13  [2023-10-18]. （原始内容存档于2023-10-18） （越南语）.